# Blue Seed: Kushinada Hirokuden
Blue Seed: Kushinada Hirokuden (ブルーシード ～奇稲田秘録伝～) est un RPG basé sur le manga Blue Seed, le jeu est publié uniquement au Japon sur Sega Saturn le 23 juin 1995. 
Blue Seed: Kushinada Hirokuden fait partie des 12 jeux Sega Saturn annoncés lorsque la console a été dévoilée pour la première fois au Tokyo Toy Show de 1994,,.

## Gameplay
Le gameplay de Blue Seed dans les combats se base sur un système de cartes au tour par tour où le joueur a la possibilité d'attaquer, de se défendre ou d'augmenter une aptitude d'un personnage. Les combats se composent d'un groupe de trois personnages et les aptitudes correspondent à la force, à la défense et à l'agilité. Le nombre de cartes lors d'un tour est déterminé par ces caractéristiques.
Lors des combats, les cartes sont affichées avec des symboles, la carte avec une épée est utilisée pour l'attaque, celle avec le bouclier baisse la résistance de l'adversaire et la carte avec l'oiseau de feu, donne au joueur l'opportunité d'une nouvelle action. D'autres cartes permettent d'augmenter la puissance d'attaque de 2 points ou bien la puissance de défense de 2 points. Chaque action est représentée à l'écran par une petite séquence animée accompagnée d'un dialogue,. 
Les personnages du manga sont repris dans le jeu, Momiji Fujimiya est le personnage principal, elle sera parfois secondée de Mamoru Kusanagi au fil de l'aventure. Le jeu comporte également un personnage original, Kaori Kusunoki. Blue Seed: Kushinada Hirokuden débute avec une équipe de trois personnages féminins : Momiji Fujimiya, Sawaguchi Kôme et Matsudaira Azusa. D'autres personnages rejoignent l'équipe durant l'histoire, où chaque protagoniste possède sa propre technique.